# 清水湛
清水 湛（しみず あつし、1934年（昭和9年）9月24日 - 2024年11月13日）は、日本の裁判官。弁護士（笠井総合法律事務所）。位階は正三位。元広島高等裁判所長官。山梨県出身。

## 略歴
- 1953年（昭和28年） 山梨県立甲府第一高等学校卒業
- 1957年（昭和32年） 司法試験第二次試験合格
- 1958年（昭和33年）3月 東京大学法学部卒業
- 1960年（昭和35年）4月8日 東京家庭裁判所判事補兼東京地方裁判所判事補
- 1962年（昭和37年）9月15日 東京地方検察庁検事・法務省民事局付
- 1965年（昭和40年）4月10日 兼法務総合研究所教官
- 1972年（昭和47年）4月1日 東京地方検察庁検事・法務省民事局第五課長
- 1974年（昭和49年）3月20日 東京地方検察庁検事・法務省民事局第四課長
- 1975年（昭和50年）8月15日 東京地方検察庁検事・法務省民事局第三課長
- 1981年（昭和56年）1月27日 東京高等検察庁検事・法務省民事局第一課長
- 1984年（昭和59年）9月1日 東京高等検察庁検事・法務大臣官房審議官（民事局担当）
- 1985年（昭和60年）1月28日 東京高等検察庁検事・法務大臣官房会計課長
- 1986年（昭和61年）9月1日 最高検察庁検事・法務大臣官房司法法制調査部長
- 1988年（昭和63年）4月20日 東京高等裁判所判事
- 1990年（平成2年）3月5日 最高検察庁検事・法務省民事局長
- 1993年（平成5年）7月2日 東京高等裁判所判事（部総括）
- 1996年（平成8年）3月1日 千葉地方裁判所長
- 1997年（平成9年）10月31日 広島高等裁判所長官
- 1998年（平成10年）12月11日 依願退官
- 1998年（平成10年）12月15日 金融再生委員会委員
- 2001年（平成13年）1月 金融庁顧問
- 2001年（平成13年）4月 内閣府情報公開審査会会長
- 2004年（平成16年）4月 桐蔭横浜大学法科大学院教授
- 2004年（平成16年）6月 株式会社東芝取締役
- 2005年（平成17年）1月20日 弁護士登録（第二東京弁護士会）
- 2005年（平成17年）10月 東日本高速道路株式会社監査役
- 2006年（平成18年）11月3日 授瑞宝大綬章
- 2007年（平成19年）10月 日本取引所自主規制法人理事
- 2008年（平成20年）6月 株式会社横浜銀行監査役
- 2024年（令和6年）11月13日 肺炎のため、死去した[2]。90歳没。死没日付をもって正三位に叙された[3]。

## 著書
- 『手形訴訟法――民事訴訟法の一部改正法の逐条解説』（商事法務研究会、1964年）
- 『新根抵当法』（貞家克己と共著）（金融財政事情研究会、1973年）
- 『改正商法の実務と登記』（編著）（金融財政事情研究会、1975年）
- 『登録免許税法詳解』（編著）（金融財政事情研究会、1982年）
- 『登記・供託実務辞典』（枇杷田泰助と共編著）（民事法情報センター、1986年）
- 『逐条民法特別法講座3 担保物権1』（川井健と共編著）（ぎょうせい、1992年）
- 『逐条民法特別法講座4 担保物権2』（川井健と共編著）（ぎょうせい、1994年）
- 『全訂 不動産登記入門』（監修）（民事法情報センター、2008年）
- 『全訂 不動産表示登記入門』（監修）（新井克美著）（民事法情報センター、2008年）